# 王鍭
王鍭（1465年—1533年），字子鋒，福建泉州府晉江縣人，鹽籍，明朝政治人物。官至廣東惠州府知府。

## 生平
成化二十二年（1486年）丙午科福建鄉試第二十三名舉人。弘治九年（1496年）中式丙辰科會試第二十八名，三甲第十一名進士。授宜兴县知县。太湖盗贼猖獗，王鍭率众抵御。升南大理寺评事，转寺正，出爲廣東惠州府知府。不久去官归里。卒年六十九。道光《晋江县志》有传。。

## 家族
曾祖王宗道；祖父王璋；父王啟宏，母鄭氏；繼母楊氏。慈侍下。